# Список об'єктів Світової спадщини ЮНЕСКО в Іспанії
В списку об'єктів Світової спадщини ЮНЕСКО в Іспанії налічується 44 найменування (станом на 2015 рік).
До списку включені:
- 39 культурних об'єктів
- 3 природних об'єктів
- 2 об'єкти змішаного типу

З цих об'єктів 16 визнані шедеврами людського генія (критерій i) і 4 — природними феноменами виняткової краси і естетичної важливості (критерій vii). 
В даній таблиці об'єкти розташовані в порядку їх додавання до списку Світової спадщини ЮНЕСКО.
| №  | Зображення | Назва | Місцеположення | Час створення               | Час внесення до списку                      | №                                                   | Критерії              |
| -- | ---------- | --- | --- | --------------------------- | ------------------------------------------- | --------------------------------------------------- | --------------------- |
| 1  |            | Альгамбра, Хенераліфе і Альбайсін в Гранаді (араб. الحمراء‎‎, ісп. La Alhambra, Generalife, Albayzín) | провінція Гранада, Андалусія | XIV століття                | 1984 (розширено в 1994)                     | 314 [Архівовано 11 липня 2017 у Wayback Machine.]   | i, iii, iv            |
| 2  |            | Бургоський собор (ісп. Catedral de Burgos) | провінція Бургос, Кастилія-Леон | 1221-1567                   | 1984                                        | 316 [Архівовано 19 липня 2017 у Wayback Machine.]   | ii, iv, vi            |
| 3  |            | Історичний центр міста Кордова (ісп. Centro histórico de Córdoba) | Кордова, Андалусія | VIII-XIV століття           | 1984 (розширений в 1994)                    | 313 [Архівовано 25 грудня 2018 у Wayback Machine.]  | i, ii, iii, iv        |
| 4  |            | Ескоріальський монастирі (ісп. Monasterio y Sitio de El Escorial) | провінція Мадрид | 1563-1584                   | 1984                                        | 318 [Архівовано 19 липня 2017 у Wayback Machine.]   | i, ii, vi             |
| 5  |            | Роботи Антоніо Гауді (ісп. Obras de Antoni Gaudí, кат. Obres d'Antoni Gaudí) | Барселона, Каталонія | 1883-1910                   | 1984 (розширено в 2005)                     | 320 [Архівовано 17 січня 2010 у WebCite]            | i, ii, iv             |
| 6  |            | Печера Альтаміра та палеолітичне мистецтво Північної Іспанії (ісп. Cueva de Altamira y arte paleolítico de la cueva del norte de España) | Астурія, Кантабрія, Країна Басків | Верхній палеоліт            | 1985 (розширено в 2008)                     | 310 [Архівовано 19 липня 2017 у Wayback Machine.]   | i, iii                |
| 7  |            | Пам'ятники міста Ов'єдо і королівства Астурія (ісп. Monumentos de Oviedo y el Reino de Asturias) | Астурія | IX-XVI століття             | 1985, 1998                                  | 312 [Архівовано 11 липня 2017 у Wayback Machine.]   | i, ii, iv             |
| 8  |            | Старе місто Авіла та церкви за міськими стінами (ісп. Casco antiguo de Ávila e iglesias extramuros) | провінція Авіла, Кастилія-Леон | XI-XIV століття             | 1985 (розширено в 2007)                     | 348 [Архівовано 19 липня 2017 у Wayback Machine.]   | iii, iv               |
| 9  |            | Старовинне місто Сеговія з римським акведуком (ісп. Casco antiguo y acueducto de Segovia) | провінція Сеговія, Кастилія-Леон | I-II століття               | 1985                                        | 311 [Архівовано 11 липня 2017 у Wayback Machine.]   | i, ii, iv             |
| 10 |            | Стара частина міста Сантьяго-де-Компостела (ісп. Casco antiguo de Santiago de Compostela) | Галісія | XI століття                 | 1985                                        | 347 [Архівовано 11 липня 2017 у Wayback Machine.]   | i, ii, vi             |
| 11 |            | Національний парк Гарахонай (ісп. Parque nacional de Garajonay) | Канарські острови | —                           | 1986                                        | 380 [Архівовано 24 грудня 2018 у Wayback Machine.]  | vii, ix               |
| 12 |            | Історичне місто Толедо (ісп. Ciudad histórica de Toledo) | провінція Толедо, Кастилія-Леон | 192 до н. е.                | 1986                                        | 379 [Архівовано 11 липня 2017 у Wayback Machine.]   | i, ii, iii, iv        |
| 13 |            | Архітектура в стилі мудехар а Арагоні (ісп. Arquitectura mudéjar de Aragón) | Арагон | XII століття                | 1986 (розширено в 2001)                     | 378 [Архівовано 11 липня 2017 у Wayback Machine.]   | iv                    |
| 14 |            | Стара частина міста Касерес (ісп. Casco antiguo de Cáceres) | провінція Касерес, Естремадура | 25 до н. е.                 | 1986                                        | 384 [Архівовано 11 липня 2017 у Wayback Machine.]   | iii, iv               |
| 15 |            | Севільський собор, Севільський Алькасар і Архів Індій (ісп. Catedral de Sevilla, Reales Alcázares de Sevilla, Archivo General de Indias) | Севілья, Андалусія | XIV-XVI століття            | 1987                                        | 383 [Архівовано 19 липня 2017 у Wayback Machine.]   | i, ii, iii, vi        |
| 16 |            | Стара частина міста Саламанка (ісп. Casco antiguo de Salamanca) | провінція Саламанка, Кастилія-Леон | III століття до н.е.        | 1988                                        | 381 [Архівовано 11 липня 2017 у Wayback Machine.]   | i, ii, iv             |
| 17 |            | Монастир Поблєт (кат. Reial Monestir de Santa Maria de Poblet, ісп. Monasterio de Poblet) | Поблєт, Каталонія | XII століття                | 1991                                        | 518 [Архівовано 11 липня 2017 у Wayback Machine.]   | i, iv                 |
| 18 |            | Археологічний ансамбль міста Мерида (ісп. Conjunto arqueológico de Mérida) | автономне співтовариство Естремадура | 25 до н. е.                 | 1993                                        | 664 [Архівовано 19 липня 2017 у Wayback Machine.]   | iii, iv               |
| 19 |            | Дорога в Сантьяго-де-Компостела (ісп. El Camino de Santiago) | Північна Іспанія | —                           | 1993                                        | 669 [Архівовано 11 липня 2017 у Wayback Machine.]   | ii, iv, vi            |
| 20 |            | Королівський монастир Санта-Марія-де-Гуадалупе (ісп. Real Monasterio de Santa María de Guadalupe) | провінція Касерес, Естремадура | XIII століття               | 1993                                        | 665 [Архівовано 11 липня 2017 у Wayback Machine.]   | iv, vi                |
| 21 |            | Національний парк Доньяна (ісп. Parque nacional y natural de Doñana) | плавні в гирлі річки Гвадалквівір, Андалусія | —                           | 1994                                        | 685 [Архівовано 11 липня 2017 у Wayback Machine.]   | vii, ix, x            |
| 22 |            | Історичне місто Куенка (ісп. Ciudad histórica fortificada de Cuenca) | Кастилія — Ла-Манча | XII-XVII століття           | 1996                                        | 781 [Архівовано 11 липня 2017 у Wayback Machine.]   | ii, v                 |
| 23 |            | Лонха-де-ла-Седа (ісп. Lonja de la Seda) | Валенсія, Валенсійське співтовариство | 1482-1548                   | 1996                                        | 782 [Архівовано 11 липня 2017 у Wayback Machine.]   | i, iv                 |
| 24 |            | Римські золоті копальні Лас-Медулас (ісп. Las Médulas) | Галісія | I століття                  | 1997                                        | 803 [Архівовано 11 липня 2017 у Wayback Machine.]   | i, ii, iii, iv        |
| 25 |            | Піренеї — Монте-Пердідо (ісп. Pirineos - Monte Perdido, фр. Pyrénées - Mont Perdu) | Провінція: Уеска, Арагон (спільно з Францією ) | —                           | 1997 (розширено в 1999)                     | 773 [Архівовано 8 грудня 2005 у Wayback Machine.]   | iii, iv, v, vii, viii |
| 26 |            | Монастирі Сан-Мільян в Юсо і Сусо (ісп. Monasterios de San Millán de Yuso y de Suso) | провінція Ла-Ріоха | середина VI століття        | 1997                                        | 805 [Архівовано 11 липня 2017 у Wayback Machine.]   | ii, iv, vi            |
| 27 |            | Палац каталонської музики та лікарня Сант-Пау (кат. Palau de la Música Catalana i hospital de Sant Pau a Barcelona, ісп. Palau de la Música Catalana y hospital de Sant Pau en Barcelona) | Барселона, Каталонія | початок XX століття         | 1997 (внесено зміни в 2008)                 | 804 [Архівовано 11 липня 2017 у Wayback Machine.]   | i, ii, iv             |
| 28 |            | Наскельні малюнки Середземноморського узбережжя Іспанії (ісп. Arte rupestre del arco mediterráneo de la Península Ibérica) | південно-східна частина Іспанії | приблизно 5500 рік до н.е.  | 1998                                        | 874 [Архівовано 11 липня 2017 у Wayback Machine.]   | iii                   |
| 29 |            | Університет та історична частина міста Алькала-де-Енарес (ісп. Universidad y barrio histórico de Alcalá de Henares) | провінція Мадрид | IX—XVI століття             | 1998                                        | 876 [Архівовано 11 липня 2017 у Wayback Machine.]   | ii, iv, vi            |
| 30 |            | Острів Ібіца: біорізноманіття та культура (кат. Eivissa, biodiversitat i cultura, ісп. Ibiza, biodiversidad y cultura) | Балеарські острови | —                           | 1999                                        | 417 [Архівовано 19 липня 2017 у Wayback Machine.]   | ii, iii, iv, ix, x    |
| 31 |            | Сан-Кристобаль-де-ла-Лагуна (ісп. San Cristóbal de La Laguna) | острів Тенерифе, Канарські острови | XVI-XVIII століття          | 1999                                        | 929 [Архівовано 24 грудня 2018 у Wayback Machine.]  | ii, iv                |
| 32 |            | Археологічний комплекс Таррако (ісп. Conjunto arqueológico de Tarraco, кат. Conjunt arqueològic de Tàrraco) | Таррагона, Каталонія | I століття до н. е.         | 2000                                        | 875 [Архівовано 7 липня 2018 у Wayback Machine.]    | ii, iii               |
| 33 |            | Археологічні знахідки в печерах Атапуерка (ісп. Sitio arqueológico de Atapuerca) | провінція Бургос, Кастилія-Леон | 1 млн років тому — наша ера | 2000                                        | 989 [Архівовано 13 липня 2017 у Wayback Machine.]   | iii, v                |
| 34 |            | Романські церкви з долини Буї (ісп. Iglesias románicas del Valle de Bohí) | Каталонія | XI-XII століття             | 2000                                        | 988 [Архівовано 11 липня 2017 у Wayback Machine.]   | ii, iv                |
| 35 |            | Пальмовий ліс Ельче (ісп. Palmeral de Elche) | провінція Аліканте, Валенсійське співтовариство | кінець X століття           | 2000                                        | 930 [Архівовано 19 липня 2017 у Wayback Machine.]   | ii, v                 |
| 36 |            | Римські стіни міста Луго (ісп. Muralla romana de Lugo) | Галісія | III століття                | 2000                                        | 987 [Архівовано 11 липня 2017 у Wayback Machine.]   | iv                    |
| 37 |            | Королівський палац в Аранхуесі (ісп. Palacio Real de Aranjuez) | провінція Мадрид | XVII століття               | 2001                                        | 1044 [Архівовано 19 липня 2017 у Wayback Machine.]  | ii, iv                |
| 38 |            | Монументальні ансамблі Відродження в містах Убеда і Баеса (ісп. Conjuntos monumentales renacentistas de Úbeda y Baeza) | Убеда і Баеса, Андалусія | XVI століття                | 2003                                        | 522 [Архівовано 11 липня 2017 у Wayback Machine.]   | ii, iv                |
| 39 |            | Біскайський міст (ісп. Puente de Vizcaya) | провінція Біская, Країна Басків | 1893                        | 2006                                        | 1217 [Архівовано 19 липня 2017 у Wayback Machine.]  | i, ii                 |
| 40 |            | Національний парк Тейде (ісп. Parque nacional del Teide) | острів Тенерифе, Канарські острови | —                           | 2006                                        | 1258 [Архівовано 24 грудня 2018 у Wayback Machine.] | vii, viii             |
| 41 |            | Букові праліси Карпат та інших регіонів Європи (англ. Ancient and Primeval Beech Forests of the Carpathians and Other Regions of Europe) * Букові ліси Айльйону-Техера Негра * Букові ліси Айльйону-Монтехо * Букові ліси Наварри-Лізардоя * Букові ліси Наварри-Ацтапаррета * Букові ліси Пікос-де-Европа-Куеста Фріа * Букові ліси Пікос-де-Европа-Канал Асотин | Іспанія (спільно з Австрією , Албанією , Бельгією , Болгарією , Боснією і Герцеговиною , Італією , Німеччиною , Північною Македонією , Польщею , Румунією , Словаччиною , Словенією , Україною , Францією , Хорватією , Чехією , Швейцарією ) | —                           | 2007 (розширено у 2011, 2017 та 2021 роках) | 1133                                                | ix                    |
| 42 |            | Вежа Геркулеса (ісп. Torre de Hércules) | Галісія | II століття, XVIII століття | 2009                                        | 1312 [Архівовано 19 липня 2017 у Wayback Machine.]  | iii                   |
| 43 |            | Доісторичне наскельне мистецтво в Доісторичні наскельні малюнки долини Коа і Сьєга-Верде (ісп. Sitios de arte rupestre prehistórico del valle del Côa y de Siega Verde, порт. Sítios de arte rupestre pré-histórica do Vale do Coa e de Siega Verde) | Вільяр-де-ла-Єгва, провінція Саламанка, Кастилія і Леон (спільно з Португалією ) | XII тисячоліття до н. е.    | 1980 2010                                   | 866 [Архівовано 19 липня 2017 у Wayback Machine.]   | i, iii                |
| 44 |            | Культурний ландшафт Сьєрра-де-Трамунтана (ісп. Paisaje cultural de la Sierra de Tramontana) | Острів Мальорка, Балеарські острови | —                           | 2011                                        | 1371 [Архівовано 11 липня 2017 у Wayback Machine.]  | ii, iv, v             |
| 45 |            | Ідрія і Альмаден — світова спадщина ртуті (ісп. Patrimonio de Mercurio. Almadén y Idrija) | провінція Сьюдад-Реаль, Кастилія — Ла-Манча (спільно зі Словенією ) | XVII-XIX століття           | 2012                                        | 1313 [Архівовано 11 липня 2017 у Wayback Machine.]  | ii, iv                |